# (2695) Christabel
(2695) Christabel es un asteroide perteneciente al cinturón de asteroides, descubierto el 17 de octubre de 1979 por Edward Bowell desde la Estación Anderson Mesa (condado de Coconino, cerca de Flagstaff, Arizona, Estados Unidos).

## Designación y nombre
Designado provisionalmente como 1979 UE. Fue nombrado Christabel en homenaje al poema "Christabel" de Samuel Taylor Coleridge.